# Norkys Batista
Norkys Yelitza Batista Villarroel (Caracas, 30 de agosto de 1977) es una actriz, modelo, exreina de belleza y empresaria venezolana.

## Biografía
Norkys nació en la Parroquia San Juan en Caracas. Fue criada en un vecindario de bajos recursos, lo que en Venezuela y algunos países de Latinoamérica se conoce como «barrio», llamado El Ciprés en la parroquia Macarao. Tiene 7 hermanos, 3 varones y 4 mujeres, entre ellos el cantante venezolano Luiggi Batista. 
Llegó a ser famosa cuando obtuvo el puesto de primera finalista en el Miss Venezuela 1999. Participó en los concursos: Miss Atlántico Internacional 2000 y Miss Latina Internacional 2000 ganando ambos certámenes, en Miss Mesoamérica Internacional 2000 quedó de 1° finalista y clasificó en el TOP 6 de las finalistas del Reinado Internacional del Café 2000. 
En 2003 se casó con el odontólogo Leonardo Luttinger, y tres años después nació Sebastián Luttinger Batista, su primer y único hijo. En 2010 se divorció de Luttinger quedándose ella con la custodia de Sebastián. 
El 6 de noviembre de 2020 se casó en la ciudad de Miami, Florida con el empresario Alexis Gonçalves.

## Carrera
Comenzó como promotora de eventos para varias marcas como Movilnet, Chrysler, Veltel y Polar. También trabajó como modelo de imagen, comerciales de televisión y también hizo pasarela.
Comenzó su participación en televisión con la telenovela Juana, la virgen, pero su verdadero salto a la fama se dio en el 2002, al interpretar a Chiquinquirá "La Chiqui" Lorenz Rivero en la telenovela Mi gorda bella. 
En el 2004 protagonizó la telenovela Estrambótica Anastasia junto a Juan Pablo Raba donde interpretó 3 papeles. En el 2006 fue protagonista de la novela Amor a palos junto a Luciano D' Alessandro, donde participó estando embarazada, algo nunca antes visto en la televisión venezolana. A fines de 2007 participó en la novela La Trepadora junto al actor Jean Paul Leroux y Ana Karina Casanova, la cual se estrenó en 2008.
En 2011 realiza su primera telenovela en Colombia, Flor salvaje, una coproducción entre R.T.I y la cadena estadounidense Telemundo; donde tuvo un papel estelar.
En 2012, regresa a Venezuela y firma contrato con Venevisión para participar en la telenovela Mi ex me tiene ganas, siendo una de las coprotagonistas junto a Daniela Alvarado, Lilibeth Morillo y Winston Vallenilla.
En el 2013 forma parte del elenco de De todas maneras Rosa, interpretando a Andreína Vallejo, la villana principal de la historia y compartiendo créditos con Marisa Román, Ricardo Álamo y Luciano D' Alessandro. Por este papel antagónico, Batista tendría un altercado con el presidente venezolano, Nicolás Maduro, ya que este culpó a las telenovelas de provocar la violencia e inseguridad que vive el país, e hizo mención a este personaje, aunque sin nombrarlo directamente, porque había cometido varios asesinatos y entre las víctimas se encontraba la madre del personaje de Andreína en De todas maneras Rosa. Norkys, quien esta en contra de las políticas chavistas-maduristas en su país, le respondió al presidente vía Twitter y en el programa Conclusiones de CNN en Español, conducido (ese día) por el periodista argentino Guillermo Arduino, donde dijo que era simplemente un personaje y que no entra en las competencias de los actores lo que estos hacen o no, además recalcó que en las telenovelas siempre los antagonistas reciben lo que se merecen y también lo vio como una jugada para poder censurar los contenidos de la televisión venezolana. Desde entonces se ha declarado como férrea opositora del gobierno oficialista.
Asimismo, la actriz continúa de gira por Venezuela -y esporádicamente por el exterior- con su obra de teatro Orgasmos. En el 2014 la actriz comenzó su etapa de empresaria junto a su línea de trajes de baño que tiene su mismo nombre Norkys Batista.
En 2015, fue confirmada oficialmente como la protagonista de Una maid en Paitilla, en la que encarnó a una empleada doméstica que trabaja en una zona adinerada de la Ciudad de Panamá. Esta novela fue transmitida por el canal panameño TVN.
En 2016 integra el elenco de la novela de RCTV Producciones, Corazón Traicionado. En ese mismo año quedó seleccionada como protagonista de la obra teatral Reina Pepeada, en donde participó junto con la actriz Caridad Canelon.
En 2021 reemplazó a la presentadora Kerly Ruiz en el programa Chic Al Día, que se transmite en el canal EVtv, debido a que Ruiz fue contratada como presentadora de noticias en el canal Telemundo 51. Ese mismo año, renuncia a la animación de dicho programa, para integrarse a la telenovela La Mujer de mi Vida de Telemundo, la cual no ha salido al aire a pesar de ya estar grabado. En 2024 se integra al reality show Malas Mujeres de Hispanomedios.

## Filmografía

### Telenovelas y series
| Año       | Título                       | Personaje                                                               | Canal             | País                 |
| --------- | ---------------------------- | ----------------------------------------------------------------------- | ----------------- | -------------------- |
| 2024      | La mujer de mi vida          | Evelyn del Río                                                          | Canal 9 Telemundo | Estados Unidos       |
| 2018      | Corazón traicionado          | Malena Corona Sotillo de Miranda                                        | Televen           | Venezuela            |
| 2017      | Prueba de Fe                 | Dra. Ana Teresa Arismendi - (Cap. Juan Pablo II)                        | Televen           | Venezuela            |
| 2015      | Una maid en Paitilla         | Yolanda Franco                                                          | TVN               | Panamá               |
| 2013-2014 | De todas maneras Rosa        | Andreína Vallejo                                                        | Venevisión        | Venezuela            |
| 2012      | Mi ex me tiene ganas         | Miranda Atenas de Miller                                                | Venevisión        | Venezuela            |
| 2011-2012 | Flor Salvaje                 | Zahra                                                                   | Telemundo         | Colombia             |
| 2010      | Exesposos, vecinos y rivales | Avril                                                                   | Antena 7          | República Dominicana |
| 2009      | Esto es lo que hay           | Yolanda González de Oropeza                                             | RCTV              | Venezuela            |
| 2008      | La Trepadora                 | Victoria Guanipa Salcedo                                                | RCTV              | Venezuela            |
| 2005-2006 | Amor a palos                 | Ana Jesús Amaral                                                        | RCTV              | Venezuela            |
| 2004      | Estrambótica Anastasia       | Anastasia Valbuena de Borosfky / Alexandra Valbuena / Catalina Valbuena | RCTV              | Venezuela            |
| 2002-2003 | Mi gorda bella               | Chiquinquirá Lorenz Rivero «La Chiqui»                                  | RCTV              | Venezuela            |
| 2002      | Juana, la virgen             | Desireé López de Rojas                                                  | RCTV              | Venezuela            |

### Películas
| Año  | Título             | Personaje | Nota             |
| ---- | ------------------ | --------- | ---------------- |
| 2007 | 13 segundos        | Mariela   |                  |
| 2007 | Señor Presidente   | Fedina    | Película para TV |
| 2022 | El salvavidas      | Esposa    | Cortometraje     |
| 2024 | Relatos del exilio | Patricia  |                  |

### Programas de TV
| Año  | Título               | Rol          | Canal           | País           |
| ---- | -------------------- | ------------ | --------------- | -------------- |
| 1999 | Miss Venezuela 1999  | Candidata    | Venevisión      | Venezuela      |
| 2018 | De Piel a Piel       | Presentadora | Venevisión Plus | Venezuela      |
| 2020 | El concurso By Osmel | Presentadora | YouTube         | Venezuela      |
| 2021 | Chic Al Día          | Presentadora | EVtv Miami      | Estados Unidos |
| 2024 | Malas Mujeres        | Integrante   | Hispano TV      | Venezuela      |
| 2025 | Top Chef VIP         | Concursante  | Telemundo       | Estados Unidos |

### Teatro
- Orgasmos (2009-presente), hasta 2012 junto a Deive Garcés, a partir de ese año junto a Xavier Muñoz. Actualmente renombrada como Orgasmos Compartido, en donde actúa junto con su esposo Alexis Gonçalves y Xavier Muñoz.
- Reina Pepeada (2016-2017), junto a Caridad Canelón.

## Premios y reconocimientos
| Año  | Premio             | Categoría                | Trabajos              | Resultados |
| ---- | ------------------ | ------------------------ | --------------------- | ---------- |
| 2007 | Premios Dos de Oro | Actriz del año           | Amor a palos          | Ganadora   |
| 2013 | Premios Inter      | Actriz principal del año | Mi ex me tiene ganas  | Ganadora   |
| 2013 | Premios Inter      | Villana del año          | De todas maneras Rosa | Nominada   |

## Títulos de Belleza
- Miss Nueva Esparta 1999
- Miss Venezuela 1999 (1.ª finalista)
- Miss Atlántico Internacional 2000 (Ganadora)
- Reina Internacional del Café 2000 (Top 7)
- Miss Latina Internacional 2000 (Ganadora)
- Miss Mesoamérica 2000 (1.ª finalista)